# Post hoc ergo propter hoc
Post hoc ergo propter hoc (лат.: после тога, дакле због тога) је логичка грешка облика: Догодило се A, затим се догодило B. Дакле, B се догодило због A.

## После тога, дакле због тога
После тога, дакле због тога је логичка грешка зато што тврди да постоји узрочно-последична веза само зато што се нешто дешава након нечег другог - прво је узрок другог. Индуктивна генерализација може бити правилно изведена, али погрешно тумачена. Неко ко би тврдио да иза дана увек следи ноћ не би грешио, али ако би неко на основу тога тврдио да је дан узрок ноћи учинио би логичку грешку Post hoc ergo propter hoc.
Ова грешка се састоји у томе да се сталан след ове појаве узима као сигуран доказ узрочне везе међу њима, што не мора бити. Ова грешка стоји у основи многих предрасуда и празновера.

## Примери
- Попио сам хомеопатски лек и било ми је боље.

У тврдњи се занемарују сви остали лекови које је особа попила и игнорише се природни ток болести: неке болести прођу временом без потребе за леком.